# Sirenia (sastav)
Sirenia je gothic metal-sastav iz Stavangera, Norveška.

## Povijest sastava
Sirenia je nastala 2001. godine. Osnovao ju je Morten Veland nekadašnji član i idejni kreator sada već kultnog gothic metal-sastava Tristania. Sirenia prvo nastaje kao projekat na kojemu je Veland mislio radit solo, nakon nesuglasica u bivšem sastavu. Na audiciji u Francuskoj su pronašli prvi vokal Fabienne Gondamin. Ubrzo su snimili svoj prvi album At Sixes And Sevens, koji slovi za jedan od remek dijela ovog žanra. Nakon uspjeha prvijenca, Veland odlučuje projekt pretvoriti u sastav, i krenuti na turneju.
Drugi po redu album Elixir For Existence spada među jedne od najboljih uradaka gothic metala čime se je Sirenia ustoličila kao jedan od najutjecajnijih i najznačajnih sastava ovoga žanra. 
Iste godine izdaju i EP Sirenian Shores. Kasnije izdaju i treći po redu album Nine Destinies And A Downfall s novim vokalom Monika Pedersen iz Danske, koja se pridružila u sastavu nakon što je Henriette Bordvik otišla iz sastava.

## Članovi sastava
Trenutna postava
- Morten Veland — vokali, gitara, bas-gitara, bubnjevi, klavijature, programiranje (2001. - danas)
- Jonathan A. Perez — bubnjevi (2003. - danas)
- Jan Erik Soltvedt — gitara (2011. - danas)
- Emmanuelle Zoldan — vokali (2016. - danas)

Koncertni članovi
- Jon "The Charn" Rice — bubnjevi (2017. – danas)

Bivši članovi
- Kristian Gundersen — vokali, gitara (2001. – 2004.)
- Hans Henrik Varland — klavijature (2001. – 2003.)
- Pete Johansen — violina (2001. – 2003.)
- Henriette Bordvik — vokali (2002. – 2005.)
- Bjørnar Landa — gitara (2004. – 2008.)
- Monika Pedersen — vokali (2006. – 2007.)
- Michael S. Krumins — vokali, gitara (2008. – 2011.)
- Ailyn — vokali (2008. – 2016.)

Bivši koncertni članovi
- Roland Navratil — bubnjevi (2004. – 2005., 2009., 2016.)
- Kristian Olav Torp — bas-gitara (2008.)

## Diskografija
Studijski albumi
- At Sixes and Sevens (2002.)
- An Elixir for Existence (2004.)
- Nine Destinies and a Downfall (2007.)
- The 13th Floor (2009.)
- The Enigma of Life (2011.)
- Perils of the Deep Blue (2013.)
- The Seventh Life Path (2015.)
- Dim Days of Dolor (2016)
- Arcane Astral Aeons (2018.)
- Riddles, Ruins & Revelations (2021.)

EP-ovi
- Sirenian Shores (2004.)

## Vanjske poveznice

### Sestrinski projekti
|  | Zajednički poslužitelj ima još gradiva o temi Sirenia |

### Mrežna mjesta
- Službene mrežne stranice sastava Sirenia (engl.)
- Discogs.com – Sirenia (engl.)